# Jonas Tockerstrand
Jonas Tockerstrand, född 25 september 1713 i Herrestads församling, Östergötlands län, död 11 maj 1777 i Malexanders församling, Östergötlands län, var en svensk präst.

## Biografi
Jonas Tockerstrand föddes 1713 på Svälinge i Herrestads församling. Han var son till bonden Jon Jonsson och Anna Persdotter. Tockerstrand blev 1734 student vid Uppsala universitet och prästvigdes 27 november 1740. Han blev extra ordinarie bataljonspredikant vid Östgöta infanteriregemente 1743. Tockerstrand blev 1751 komminister i Tidersrums församling och 1767 kyrkoherde i Malexanders församling. Han avled 1777 i Malexanders församling.

### Familj
Tockerstrand var trolovad med Ingeborg Wåhlin (1713–1777). Hon var dotter till kyrkoherden Andreas Wåhlin i Östra Stenby församling. De fick tillsammans sonen Jon Wåhlander (1743–1809). Ingeborg Wåhlin gifte sig 1746 med vice häradshövdingen Knut Friberger.
Tockerstrand gifte sig 22 mars 1743 med Maria Finelius (1714–1802). Hon var dotter till kyrkoherden Jonas Finelius i Västra Stenby församling. De fick tillsammans barnen Jonathan (1744–1745), Catharina (1747–1815), Maria (1750–1828), Anna (född 1752) och Jonas (född 1756).